# Frespera carinata
Frespera carinata là một loài nhện trong họ Salticidae.
Loài này thuộc chi Frespera. Frespera carinata được Eugène Simon miêu tả năm 1902.